# 瞿硎先生
瞿硎先生，中国东晋隐士，姓名、籍贯不详。
晋废帝（海西公）太和末年，隐居在宣城郡界文脊山中，山有瞿硎，因以为名。大司马桓温曾往山中拜访，见瞿硎先生披鹿裘，坐石室，神色自然，莫测高深，于是让伏滔为他作文颂赞。后在山中去世。 

## 延伸阅读
[在维基数据编辑]
 《晉書·卷094》，出自房玄齡《晉書》